# Hieracium chlorolomiceps
Hieracium chlorolomiceps es una especie de planta con flor del género Hieracium, de la familia Asteraceae, orden Asterales.

## Distribución
Hieracium chlorolomiceps se distribuye por Suecia.

## Taxonomía
Fue descrita científicamente por T. Tyler. Fue publicada en Taxon 54: 490 (2005).